# Serghei Lunchevici

Serghei Lunchevici

Serghei Lunchevici (n. 29 aprilie 1934, Chișinău, Regatul României — d. 15 august 1995, Chișinău, Republica Moldova) a fost un violonist și dirijor din Republica Moldova.

## Biografie
Serghei Lunchevici s-a născut pe data de 29 aprilie 1934 într-o mahala pitorească a orașului Chișinău, numită Huțulovca. A copilărit într-un mediu social favorabil devenirii sale artistice .
Studiile muzicale și le-a făcut la Conservatorul G.Musicescu din Chișinău (1952 - 1957) cu Iosif Dailis (vioară) și Boris Miliutin (dirijat orchestră, 1958). În anii 1955-1956 - violonist în Orchestra simfonică a Filarmonicii din Chișinău; prim-violonist în Orchestra de muzică populară Fluieraș a Filarmonicii din Chișinău (1957) și dirijor (din 1958).
A susținut foarte multe turnee artistice naționale și internaționale.
Aproape 4 decenii (1958-1995), Serghei Lunchevici a fost prim dirijor și director artist al Orchestrei de muzica populara "Flueraș" 
A cântat în ansamblu cu multi artiști, printre care se numără: G.Strahilevici, A.Botoșanu, Evdochia Lica, Tamara Ciobanu, Gheorghe Eșanu, P.Târgoveț, P.Zaharia, Ș.Zaraf, A.Heraru, David Fedov, Lucian Cocea, Zinaida Julea, Valentin Golomoz, Anastasia Istrati, I.Patlajan, Gh.Sinescu, Vasile Marin, T.Radu, Gheorghe Usaci, Maria Bieșu, V. Baranov, P. Bradu, Ignat Bratu, Victor Copacinschi, Maria Țurcanu, B.Aurovschi, E.Chițiș, D.Căldare-Balan, Nicolae Sulac, Ion Carai, Gheorghe Banariuc ș.a.m.d.
A decedat pe data de 15 august 1995 și este înmormântat în Cimitirul Central din Chișinău. În onoarea sa, Filarmonica Națională din Chișinău a fost denumită "Serghei Lunchevici".

## Distincții
- Artist al poporului din R.S.S.M. (1966);
- Premiul de Stat al R.S.S.M. (1967);
- Artist al poporului din U.R.S.S. (1976);
- Ordinul Republicii (1993).[6][7]